# 卵圓真綏蟎
卵圓真綏蟎（Euseius ovalis）為植綏蟎科真綏蟎屬下的一個種。

## 物種描述
雌蟲背板（Dorsal shield）光滑，前外側有網狀紋路。背毛（setae）19對，柔順，除z5部分些微鋸齒。背板上可見六對孔（solenostomes），氣門溝（Peritreme）於延伸逾z2位置。腹肛板成花瓶狀，上有三對肛前毛，每對毛旁皆有小孔。螯肢上動趾一齒，定趾三齒。受精囊成盞管狀。
雄蟲腹肛板有三對肛前毛，擔精趾（Spermatodactyl）成L狀。
本種與維多利亞真綏蟎及E. elinae在外型上類似，但在背毛形態上有所差異。本種雌蟲形態亦與E. mundillovalis、E. ovaloides、类卵真绥螨類似，但其背板較短，且 j1 綱毛較長，而與後兩種則能以背板前外側網紋做區分。

## 分布及棲地
本物種目前已知分布於非洲的模里西斯，亞洲的台灣、香港及中國南部、印度、印尼、日本、馬來西亞、菲律賓、斯里蘭卡，美洲的墨西哥，大洋洲的澳大利亞、庫克群島、斐濟、夏威夷、紐西蘭、巴布亞紐幾內亞等等。

## 生態學
本種的棲息範圍相當廣泛，一般較偏好光滑的葉子。本種主要棲息於低海拔及以開發區域。本種或可用於控制檬果葉蟎，但研究發現其對葉蟎屬的捕食能力並不強，且食性相當廣泛，並無專一性，應非生物防治的良好物種。